# HD 79447
i Carinae
Cet article concerne i Carinae (avec un i minuscule). Pour I Carinae (avec un i majuscule), voir I Carinae. Pour Iota Carinae, voir Iota Carinae.
Désignations
i Carinae (i Car), également désignée HD 79447 ou HR 3663, est une étoile de la constellation de la Carène. Elle est visible à l'œil nu avec une magnitude apparente de +3,97. D'après la mesure de sa parallaxe annuelle par le satellite Hipparcos, elle est située à environ 540 années-lumière de la Terre. Elle s'éloigne du Système solaire à une vitesse radiale héliocentrique de +18 km/s.
i Carinae est une étoile bleu-blanc de la séquence principale de type spectral B3V. Elle est plus de 2 000 fois plus lumineuse que le Soleil et sa température de surface est de 18 900 K.